# 김형태 (삽화가)
김형태(1978년 2월 7일 ~ )는 서울특별시에서 태어난 대한민국의 일러스트레이터이다.

## 수상 내역
- 1997년 학산문화사 서울문화사 신인공모전
- 2004년 대한민국 게임대상 캐릭터상

## 활동 내역

### 화보집
OXIDE 2 Carta Numinous